# Zastępcza służba wojskowa w Polsce
Zastępcza służba wojskowa – pełnienie służby w formacjach nieuzbrojonych, oraz w formacjach uzbrojonych niewchodzących w skład Sił Zbrojnych. Pełnienie służby zastępczej jest równoznaczne ze spełnianiem obowiązku służby wojskowej przez osoby podlegające jej odbyciu.

## Okres PRL
Zastępcza Służba Wojskowa, jako formacja została powołana w 1951, na podstawie rozkazu ministra obrony narodowej, marszałka K. Rokossowskiego, w wyniku przekształcenia istniejących od 1949 r. batalionów pracy.
Do służby wcielano osoby z grup społecznych uznanych przez władze państwa za wrogie politycznie (m.in. z rodzin byłych właścicieli ziemskich i przedsiębiorstw, urzędników i funkcjonariuszy państwa w II RP, skazanych w procesach politycznych, utrzymujących kontakt z krewnymi mieszkającymi w Europie Zachodniej itp.). Żołnierze po odbyciu podstawowego szkolenia wojskowego, złożeniu przysięgi wojskowej, pracowali na rzecz gospodarki narodowej, m.in. w kopalniach węgla, uranu, kamieniołomach, hutach i na budowach. W 1951 r. jednostki Z.S.W liczyły ok. 31 tys. żołnierzy, łącznie w latach 1949–1959 służbę odbyło około 120 tys. poborowych. W 1956 r. część jednostek Zastępczej Służby Wojskowej zlikwidowano, pozostałe utrzymano, np. w kopalniach, gdzie przemianowano je na Wojskowy Korpus Górniczy (zlikwidowany w 1959).
W styczniu 1959 uchwalono nową ustawę o powszechnym obowiązku służby wojskowej, która nie przewidywała już dla osób duchownych żadnych ulg i udogodnień. Regulacja prawna umożliwiała Ministrowi Obrony Narodowej zaliczanie niektórych kategorii poborowych, do zwolnionych z poboru bez poddawania ich badaniu lekarskiemu, ale decyzję taką podejmowano na drodze wydawanego corocznie rozporządzenia. Pierwszych kleryków do odbycia zasadniczej służby wojskowej i zastępczej służby wojskowej powołano w 1959.
Poborowi, od 1973 mogli też służbę zastępczą odbyć – dobrowolnie – w ZOMO (Zmotoryzowane Odwody Milicji Obywatelskiej). Niektórzy mieli również możliwość odsłużenia wojska w Ochotniczych Hufcach Pracy, pogotowiu ratunkowym i Obronie Cywilnej kraju. Do tzw. służby zastępczej nie było jednak łatwo się dostać, bowiem liczba miejsc była ograniczona.
W 1980 r., na podstawie art. 142 ust. 2 ustawy z dnia 21 listopada 1967 o powszechnym obowiązku obrony Polskiej Rzeczypospolitej Ludowej (Dz. U. z 1979 r. Nr 18, poz. 111), Rozporządzeniem Rady Ministrów z dnia 29 września 1980, wprowadzono zasady odbywania służby zastępczej jak obecnie obowiązujące.
Na początku lat 2000 podjęto próby za zgodą WKU, utworzenia możliwości odbycia zastępczej służby wojskowej w jednostkach Policji, motywując to brakami kadrowymi, m.in. w Krakowie, Katowicach, Łodzi i w Trójmieście. Kandydaci musieli jednak mieć minimum średnie wykształcenie, kategorię zdrowia A1 i wzrost powyżej 170 cm. Poborowi mieli odbyć 6-tygodniowe szkolenie podstawowe, po którym byli by skierowani do służby patrolowej. Po roku najlepsi z nich mogli by ubiegać się o pracę w policji. Jednak z powodu braku funduszy, oraz odpowiednich umów pomiędzy Ministerstwami Obrony Narodowej oraz Spraw Wewnętrznych i Administracji akcja została zaniechana.

## Obecnie
Obywatel, któremu przekonania religijne lub wyznawane zasady moralne nie pozwalają na odbywanie służby wojskowej, może być przeznaczony do służby zastępczej na zasadach określonych w art. 85 ust.3 Konstytucji Rzeczypospolitej Polskiej z dnia 2 kwietnia 1997 roku (Dz.U. Nr 78, poz.483). Zastępczą służbę wojskową można pełnić wyłącznie w okresie trwania obowiązku pełnienia zasadniczej służby wojskowej.
Wojskowa służba zastępcza polega na: wykonywaniu prac na rzecz ochrony środowiska, ochrony przeciwpożarowej, ochrony zdrowia, pomocy społecznej, opieki nad osobami z niepełnosprawnościami albo bezdomnymi oraz na rzecz administracji publicznej i wymiaru sprawiedliwości przez podlegających obowiązkowi służby wojskowej. Zasady przeznaczenia do służby zastępczej, kierowania do jej odbycia oraz odbywania służby zastępczej przez podlegających obowiązkowi służby wojskowej określa ustawa z dnia 28 listopada 2003 r. o służbie zastępczej (Dz. U. Nr 223, poz.2217 z późn. zm.).
W dniu 30 grudnia 2009 wszedł w życie art. 21 ustawy z dnia 27 sierpnia 2009 r. o zmianie ustawy o powszechnym obowiązku obrony RP oraz zmianie niektórych innych ustaw (Dz. U. z 2009 r. Nr 161, poz. 1278). Stosownie do tego przepisu, z dniem 30 grudnia 2009 poborowi odbywający służbę zastępczą zostali zwolnieni z tej służby i przeniesieni przez wojskowego komendanta uzupełnień do rezerwy. Na mocy ww. ustawy z dniem 1 stycznia 2010 roku zawieszono obowiązek odbywania zasadniczej służby wojskowej, a tym samym obowiązek odbywania służby zastępczej.
Jednak zgodnie z art. 55 ustawy z dnia 21 listopada 1967 o powszechnym obowiązku obrony Rzeczypospolitej Polskiej (t.j. Dz. U. Nr 241, poz. 2416 z późn. zm.) w przypadku zagrożenia bezpieczeństwa Państwa, Prezydent Rzeczypospolitej Polskiej, na wniosek Rady Ministrów, w drodze rozporządzenia, określa termin rozpoczęcia i okres trwania obowiązku odbywania zasadniczej służby wojskowej (tym samym służby zastępczej), przez osoby podlegające temu obowiązkowi, a także przeszkolenia wojskowego przez absolwentów szkół wyższych. W tym okresie zastosowanie będą miały również przepisy dotyczące służby zastępczej w zakresie kierowania do odbycia służby zastępczej oraz jej odbywania, określone w ustawie o służbie zastępczej.
W obecnym stanie prawnym, osoby podlegające kwalifikacji wojskowej, w ramach powszechnego obowiązku obrony, obowiązuje kwalifikacja wojskowa. Zgodnie z art. 32 ust. 6 pkt 3 ww. ustawy w ramach kwalifikacji wojskowej wykonuje się czynności związane ze wstępnym przeznaczeniem osób podlegających stawieniu się do kwalifikacji wojskowej do poszczególnych form powszechnego obowiązku obrony Rzeczypospolitej Polskiej, określonych w art. 4 ust. 2, oraz przyjęciem wniosków o przeznaczenie do służby zastępczej.
Oznacza to, iż w okresie zawieszenia obowiązku odbywania zasadniczej służby wojskowej, osoby podlegające kwalifikacji wojskowej mogą składać wnioski o przeznaczenie do służby zastępczej. Wnioski składa się do właściwej komisji wojewódzkiej do spraw służby zastępczej, za pośrednictwem wojskowego komendanta uzupełnień, na zasadach określonych w ustawie o służbie zastępczej. Osoba, której wniosek zostanie rozpatrzony pozytywnie, nie będzie jednak skierowana do odbycia służby zastępczej, ze względu na zawieszenie obowiązku odbywania zasadniczej służby wojskowej.
W 2023 r. Ministerstwo Obrony Narodowej przygotowało projekt rozporządzenia, w którym wskazano formacje uzbrojone, gdzie pełniona może być wojskowa służba zastępcza. Potencjalni poborowi mieliby do wyboru trzy formacje nadzorowane przez MSWiA: Policję, Straż Graniczną i Służbę Ochrony Państwa.